# Breno, Ticino
Breno  är en ort i kommunen Alto Malcantone i kantonen Ticino, Schweiz. 
Breno var tidigare en självständig kommun, men 2005 gick Breno och fyra andra kommuner ihop i kommunen Alto Malcantone.